# 庭院深深
《庭院深深》為台灣作家瓊瑤於1969年所出版的言情小說，此作並曾多次被改編為電影與電視劇。

## 概要
本作品無論在原著小說及改編電影，都得到相當的成功，這本書意味瓊瑤小說進入了一個更深的階段。書名是出自於宋朝著名詞人歐陽修的《蝶戀花》裡的其中一句：「庭院深深深幾許，楊柳堆堙，簾幕無重數。」意為暗示女主角章含煙的孤身獨處，且有心事深沉、怨恨莫訴之感，這對於故事中章含煙的心情可謂貼切非常。並且也是瓊瑤小說的一種新的嘗試，本書承接了瓊瑤前作《彩雲飛》的結構，由三段大章節「廢墟之魂」、「灰姑娘」及「暴風雨後」所組成，然而它的風格有別於瓊瑤之前的作品，使全書的劇情發展充滿懸念。

## 故事大綱

### 第一部「廢墟之魂」
1939年。故事由女主角方絲縈在「含煙山莊」廢墟中，與男主角柏霈文的巧遇揭開了序幕。而後擔任小學老師的方絲縈受柏霈文所邀，成為他女兒的家教並住進了柏家。前半部中不單著力描寫柏霈文前妻章含煙的鬼魂，以及「含煙山莊」的鬧鬼傳聞，而且著力描寫瞎眼的柏霈文，使得上篇充滿著神秘感，在女主角方絲縈那種既陌生又好像充滿了回憶的酸楚感覺中，讀者不禁充滿了疑問，甚至於懷疑方絲縈就是含煙，而正是這一種懸疑，吸引了讀者不斷地追索下去。

### 第二部「灰姑娘」
方絲縈的真實身份終於掀開，原來她就是當年被視為已死的章含煙，但為什麼她要離開柏霈文，而且還改名換姓？故事自此引出了章含煙與柏霈文舊日的愛情故事，以及後來的「章含煙之死」，第一部「廢墟之魂」中所鋪陳的懸念，在這時才真相大白。

### 第三部「暴風雨後」
方絲縈與跟柏霈文破鏡重圓，就成了作品中的第二個高潮。
事實上《庭院深深》一書的確是充滿引誘力，它營造懸念能夠給引讀者不斷的深究下去，事實上在瓊瑤為數眾多的作品中，《庭院深深》確實是其中一部極具吸引力之作，於1969年所寫出的這部作品，意味著瓊瑤小說在形式上有了更新的突破。

## 改編作品

### 台灣版電影
《庭院深深》，1971年，導演宋存壽，楊群（飾柏霈文）和歸亞蕾（飾章含煙）主演。

#### 獲獎
第9屆金馬獎
| 年份 | 獲提名   | 獎項       | 結果 |
| ---- | -------- | ---------- | ---- |
| 1971 | 王戎     | 最佳男配角 | 獲獎 |
| 1971 | 庭院深深 | 優等劇情片 | 獲獎 |

### 大陸版電影
1989年，導演史蜀君，演員有金夢、尤勇、宋佳、焦晃等。

### 電視劇
- 台灣台視，1974年8月5日～16日，週一至週五21:25-21:50（全10集），吳桓（飾柏霈文）、華真真（飾章含煙）主演。

合演：張冰玉（飾柏霈文的母親）、萬山（飾高立德）、張寶凌（飾柏亭亭）、李虹（飾愛琳）、范守義（飾廚師老尤）　等人
- 台灣華視，1987年8點（全40集），劉立立導演，由秦漢、劉雪華、谷音、徐乃麟、趙永馨、李麗鳳、朱慧珍、李天柱、李又麟、林在培，范鴻軒、余晨華及金超群演出。[3]
- 韓國SBS (韓國)《悲蓮草》，1992年8月17日~11月3日，周一至周二22:00（全24集），申慧秀、南星薰、姜文英及李曉庭主演。[4]。

## 外部連結
- 香港影庫上《庭院深深》的資料（繁體中文）
- 时光网上《庭院深深》的資料（简体中文）
- 豆瓣电影上《庭院深深》的資料 （简体中文）